# Corchorus brevicornutus
Corchorus brevicornutus là một loài thực vật có hoa trong họ Cẩm quỳ. Loài này được Vollesen mô tả khoa học đầu tiên năm 1986.